# John-David Bartoe
John-David Francis Bartoe (ur. 17 listopada 1944 w Abington w Pensylwanii) – amerykański astrofizyk i astronauta.

## Życiorys
W 1966 ukończył studia na Lehigh University, w 1974 został magistrem fizyki na Georgetown University, a w 1975 uzyskał tam doktorat z fizyki. Pracował jako astrofizyk w Naval Research Laboratory w Waszyngtonie, a 1990-1994 jako dyrektor operacji i utylizacji w Biurze Stacji Kosmicznej Kwatery Głównej NASA. Obecnie pracuje jako menedżer ds. Międzynarodowej Stacji Kosmicznej w należącym do NASA Centrum Lotów Kosmicznych imienia Lyndona B. Johnsona. Opublikował ponad 60 artykułów na temat obserwacji i instrumentacji obserwacji solarnych. 9 sierpnia 1978 został wybrany przez NASA kandydatem na astronautę, później przechodził szkolenie na specjalistę ładunku. Od 29 lipca do 9 sierpnia 1985 brał udział w misji STS-51-F, trwającej 7 dni, 22 godziny i 45 minut; prowadzono wówczas obserwacje astronomiczne i astrofizyczne w laboratorium Spacelab-2.